# Die Abservierer
Die Abservierer (Alternativtitel: Stakeout II – Die Abservierer; Originaltitel: Another Stakeout) ist eine US-amerikanische Actionkomödie aus dem Jahr 1993. Sie ist eine Fortsetzung der Actionkomödie Die Nacht hat viele Augen aus dem Jahr 1987. Regie führte John Badham, das Drehbuch schrieb Jim Kouf.

## Handlung
Eine Kronzeugin gegen die Mafia wird mit dem Leben bedroht, und ein Anschlag auf ihr Leben schlug knapp fehl. Dabei wurden ihre Leibwächter und ihr Mann getötet. Sie taucht unter. Die Polizei glaubt, dass sie sich in einem abgelegenen Landhaus versteckt. Die Polizisten Chris Lecce und Bill Reimers sind in der letzten Zeit negativ aufgefallen. Lecce, Reimers und die Staatsanwältin Gina Garrett bewachen ein Landhaus, in dem Brian O’Hara und dessen Frau Pam wohnen. Lecce und Garrett spielen Eheleute, Reimers spielt den Sohn von Lecce aus einer früheren Ehe. Mit dabei ist ebenfalls Ginas Rottweiler „Archie“.
Chris selbst hat eine Beziehung mit Maria, diese Beziehung ist dabei, in die Brüche zu gehen. Während der Überwachung geht einiges schief: Als Chris sich in das fremde Haus schleicht, um Wanzen anzubringen, wird er niedergeschlagen, da Brian O’Hara ihn für einen Auftragskiller hält. Als die wirklichen Auftragskiller erscheinen, kommt es zum Showdown, bei dem die Polizisten es schaffen, diese zu töten.
Am Ende des Films macht Maria Chris einen Heiratsantrag.

## Kritiken
Roger Ebert schrieb in der Chicago Sun-Times vom 23. Juli 1993, der Film beginne nicht vielversprechend – als eine weitere unnötige Fortsetzung eines seinerzeit durchaus unterhaltsamen Films, den aber bis auf die Investoren alle vergessen hätten („just one more unnecessary sequel to a movie which, while entertaining, has probably been forgotten by most of those without a direct financial stake in the retread“). Dann habe er auf Ebert gewirkt. Die Beziehung zwischen den Charakteren der Polizisten sei affektioniert, während Garrett sage, was sie denke, was O’Donnell gut spiele. Farina mache „geistreich“ das Beste aus seiner Nebenrolle. Der Rest sei nicht so gut, aber er habe seine Momente. Filme wie dieser seien wie ein Kaugummi für den Geist – dieser schmecke jedoch besser als die meisten davon.
Die Zeitschrift Cinema schrieb, der Film biete „chaotischen Spaß mit grandiosen Gags“, „an denen ein Blake Edwards seine Freude gehabt hätte“.
Die Deutsche Film- und Medienbewertung FBW in Wiesbaden verlieh dem Film das Prädikat wertvoll.

## Hintergründe
Der Film wurde in Las Vegas, in Seattle, in Vancouver und auf der Bowen Island (British Columbia) gedreht. Während der erste Teil ein kommerzieller Erfolg (14,5 Millionen Dollar Kosten und 65 Millionen Dollar Einnahmen) war, floppte der zweite Teil. Er kostete 30 Millionen Dollar und spielte in den Kinos der USA ca. 20,2 Millionen US-Dollar ein sowie ca. 1,2 Millionen Pfund Sterling in Großbritannien.